# Stefania Casini

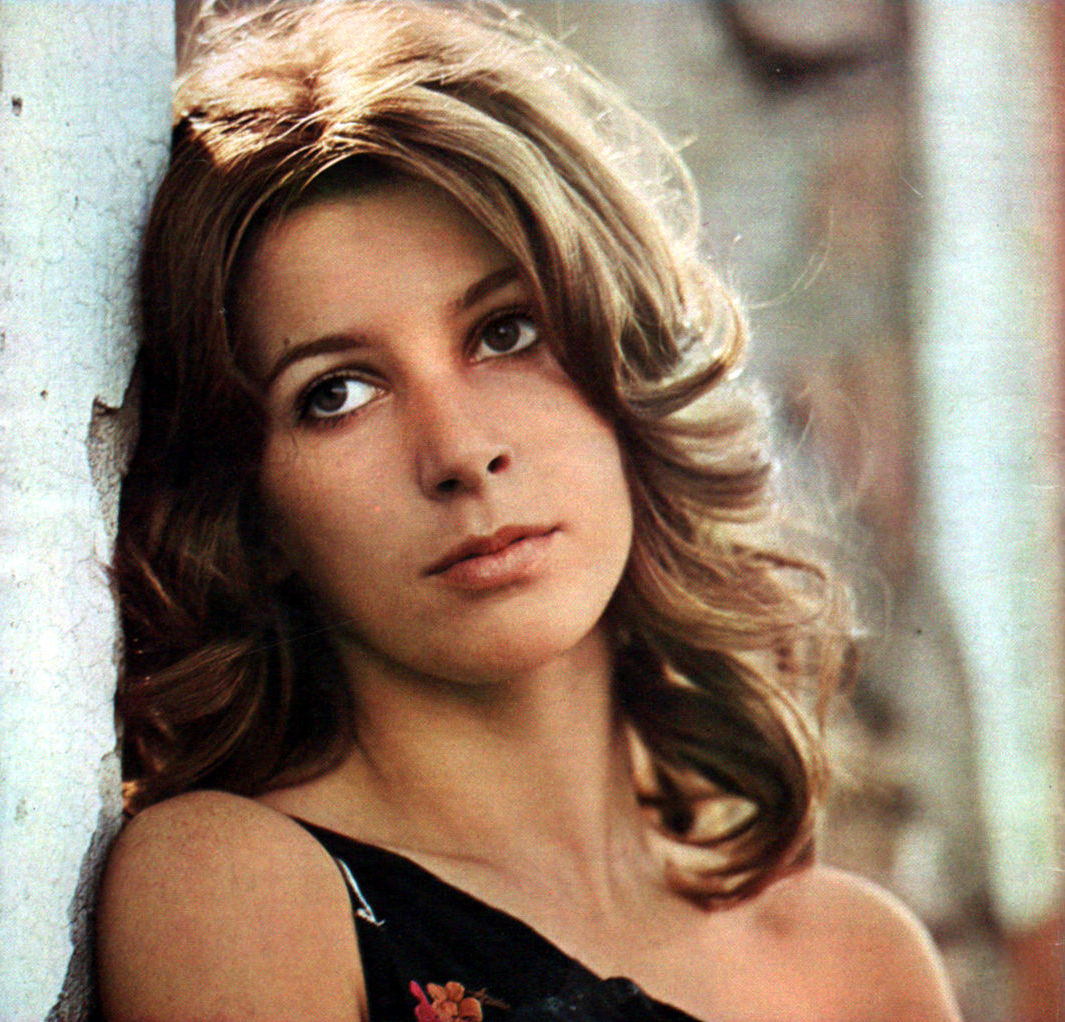
Stefania Casini

Stefania Casini (* 4. September 1948 in Villa di Chiavenna) ist eine italienische Schauspielerin und Filmregisseurin.

## Leben
Casini besuchte nach einem Abschluss in Architektur die Accademia Filodrammatica in Mailand, wo sie auch von Esperia Sperani unterrichtet wurde und erhielt ihr erstes Engagement 1969 am Teatro San Babila im Stück Marionette, che passione!; danach spielte sie u. a. Stücke von Luigi Pirandello und William Shakespeare. Auch auf Kleinkunstbühnen war sie zu sehen; 1972 debütierte sie im Fernsehen, als sie für Daniele D’Anza (in ESP), Mario Landi (in Nessuno deve sapere) und Vittorio Cottafavi (in der Komödie La scuola delle mogli) arbeitete. Daneben arbeitete die vielseitige Künstlerin nach einem Aufenthalt in den USA auch journalistisch und verantwortete einige Beiträge für die Sendung Mixer.
Zu Beginn der 1970er Jahre fasste sie auch im Spielfilm Fuß und spielte eine Reihe von Rollen in bedeutenden Filmen, wie 1900, Suspiria und Affentraum, aber auch in vielen strikt kommerziell ausgerichteten Werken. Sie war an der Moderation des Sanremo-Festivals 1978 beteiligt und debütierte 1983 als Regisseurin mit ihrer Kollegin Francesca Marciano bei Lontano da dove, drehte in dieser Funktion Ende der 1980er Jahre eine Fernsehserie in sechs Episoden und kehrte erst 1997 auf die Leinwand zurück. Ihr schauspielerische Tätigkeit nahm im gleichen Maße ab. Nach der Jahrtausendwende sah man sie nur in der Miniserie Incantesimo 6 2003 und elf Jahre später in Maicol Jecson. Als Regisseurin von Dokumentarischem ist Casini weiterhin aktiv.

## Filmografie (Auswahl)
Schauspielerin
- 1970: Le castagne sono buone
- 1972: Blutige Straße (Nessuno deve sapere) (Fernseh-Miniserie)
- 1974: Andy Warhols Dracula (Dracula cerca sangue di vergine… e morì di sete!!!)
- 1974: Die gnadenlose Jagd (Squadra volante)
- 1975: Die große Ekstase (Le Grand délire)
- 1975: Harley Riders – Sie kannten kein Erbarmen (L'ambizioso)
- 1975: Das Ritual (La Messe dorée)
- 1976: 1900 (Novecento)
- 1977: Andy Warhols Bad (Bad)
- 1977: Suspiria (Suspiria)
- 1978: Affentraum (Ciao maschio)
- 1978: Blutiger Schatten (Solamente nero)
- 1978: Wie man seine Frau verliert und eine Freundin gewinnt (Come perdere una moglie e  trovare un'amante)
- 1987: Der Bauch des Architekten (The Belly of an Architect)
- 1996: Donna (Fernseh-Miniserie)
- 2014: Maicol Jecson

Regisseurin
- 1983: Lontano da dove
- 2014: Le acque segrete di Palermo